# 苏德明
苏德明（1932年7月—2019年6月），男，浙江平阳人，中国昆虫学家、昆虫病毒学家。

## 生平
曾任复旦大学教授、博士生导师。

## 家庭
父亲苏步青。